# Linaje escogido (álbum)
Linaje Escogido es un álbum de varios artistas de 2006 producido por Don Omar y Rey Pirin desde All Star Records, siendo el primer álbum de contenido cristiano lanzado por el sello, y único hasta la fecha. Se lanzó al mismo tiempo que el álbum King of Kings de Don Omar, el 23 de mayo de 2006. La distribución estuvo a cargo de Machete Music y V.I. Music, subsidiarias de Universal Music Group, siendo uno de los primeros y pocos álbumes cristianos distribuidos por el sello, y es considerado uno de los mejores álbumes de varios artistas en el ámbito cristiano.

## Promoción y lanzamiento
El álbum fue anunciado en un programa de televisión puertorriqueña de reguetón, donde algunos participantes del álbum intervenían e invitaban a escuchar el álbum. En esta reunión previa, estuvo Travy Joe, quien, finalmente no aparecería en el álbum. Los sencillos del proyecto contaron con un videoclip con las canciones «No te equivoques» interpretada por Redimi2 y «Pide perdón» de Rey Pirin. El último sencillo se manejó en ámbito radial y fue «La gloria a Dios Rey», que se convirtió (luego de «Rambo sakalabasuka» de Maso) en la segunda canción de reguetón cristiano tocada de manera regular en la estación Mix 107.7 FM, plataforma dedicada al reguetón todo el día.
Posteriormente, Henry G presentó el vídeo para «Caiga quien caiga», pero para promocionar su álbum con el mismo nombre.  En el álbum Revolución, aparece una remezcla de la canción «No te equivoques», esta vez, interpretada por JG, hermano de Redimi2, asimismo, en Nuevo comienzo de Manny Montes, aparece la canción «Lero lero». En 2007, Orta García incluyó el sencillo de este álbum en su álbum debut Primera Clase: Antesala.

## Lista de canciones
| N.º   | Título                               | Productor(es)             | Duración |  |
| 1.    | «Intro» (Nico Canada)                | Nico Canada               | 3:25     |  |
| 2.    | «Rúgele» (Don Misionero & DJ Sace)   | Beno · DJ Sace            | 3:04     |  |
| 3.    | «Dale fuete» (Retiko & Chavelo)      | Beno                      | 2:58     |  |
| 4.    | «No te equivoques» (Redimi2)         | StereoPhonics             | 4:00     |  |
| 5.    | «Pide perdón» (Rey Pirin)            | Beno                      | 3:08     |  |
| 6.    | «Lero lero» (Manny Montes)           | Sandy NLB                 | 4:28     |  |
| 7.    | «Quiero conocerte» (Lion Sama)       | Fade                      | 3:25     |  |
| 8.    | «Digan lo que digan» (Mr. Boy)       | DJ Blaster                | 2:54     |  |
| 9.    | «La movida» (Triple Seven)           | Febo & Lui                | 3:04     |  |
| 10.   | «Soy quien» (Goyo)                   | Sandy NLB                 | 3:00     |  |
| 11.   | «El gran héroe» (Samitto)            | Fade                      | 2:38     |  |
| 12.   | «La Gloria a Dios Rey» (Orta García) | Lutek                     | 3:05     |  |
| 13.   | «Veo» (Bengie)                       | Bengie, Andrés            | 4:12     |  |
| 14.   | «Confiado seguiré» (Alex Zurdo)      | DJ Blaster                | 3:34     |  |
| 15.   | «Déjala caer» (Rudel)                | Hyde                      | 3:13     |  |
| 16.   | «Caiga quien caiga» (Henry G)        | DJ Sok                    | 4:30     |  |
| 17.   | «El Masacotero» (Valette)            | Beno · Jojo Entertainment | 2:54     |  |
| 57:32 |                                      |                           |          |  |